# San Diego (Texas)
San Diego település az Amerikai Egyesült Államok Texas államában, Duval megyében, melynek megyeszékhelye is. Lakosainak száma 3748 fő (2020. április 1.).

## Népesség
A település népességének változása:

| 2010 | 4 488 |
| 2020 | 3 748 |